# Variante Aurelia
La variante Aurelia è una strada di grande comunicazione, classificata amministrativamente come parte della SS 1, che è parallela alla vecchia Via Aurelia tra Grosseto e Livorno, la quale è stata declassata a strada provinciale al momento della realizzazione di questa arteria negli anni novanta.
Si presenta come una superstrada a carreggiate separate (strada extraurbana principale), con due corsie per senso di marcia e ampia banchina pavimentata.
Il transito lungo la superstrada è gratuito, l'attuale limite massimo di velocità è di 110 km/h (90 km/h in alcune tratte, tra cui tutta quella in cui funge da tangenziale a Livorno). È in progetto l'adeguamento agli standard autostradali nell'ambito del completamento dell'autostrada A12 da Tarquinia a Cecina, nella cui località si attesta attualmente la sua parte terminale meridionale.
La superstrada prosegue verso nord, seguendo la costa e fungendo da tangenziale orientale alla città di Livorno. L'intera superstrada permette un collegamento molto rapido tra le due città toscane, se non per un brevissimo tratto proprio a sud di Livorno, il cosiddetto "lotto zero", di circa 6 km, da Chioma al Maroccone. Il segmento attraversa la frazione livornese di Quercianella e il Romito. Tale percorso è in estate soggetto ad aumento del traffico, a causa della presenza di numerosi turisti. I lavori nel lotto zero non hanno ancora avuto inizio a causa delle difficoltà presentate al tracciato dal territorio: andrebbe infatti quasi totalmente realizzato in gallerie, comportando quindi elevati costi di realizzazione e un elevato impatto ambientale. La tratta Maroccone-Montenero, di 4 km, terminata a fine anni novanta, presenta una galleria lunga circa 2 km (il tunnel di Montenero).
Dall'inizio sino all'innesto dell'autostrada A12 a Rosignano Marittimo fa parte dell'itinerario internazionale E80. 
La superstrada, nel tratto Cecina Nord-Barriera di Rosignano (dal km 210 al km 207 della autostrada A12), è stata trasformata in sede in autostrada, divenendo quindi competenza SAT e non più Anas, e pertanto soggetta al pagamento del pedaggio (richiesto anche a coloro che non vogliono proseguire verso Collesalvetti in autostrada, ma con tariffa fissa a sistema aperto, richiesta al nuovo casello di Rosignano). Nel tratto finale dal bivio per la strada di grande comunicazione Firenze-Pisa-Livorno al casello di Livorno la strada ha caratteristiche autostradali (in quanto era il vecchio percorso terminale dell'autostrada A12 fino al 1993) ed è sotto gestione di Società Autostrada Ligure Toscana, che però non ne richiede il pagamento fino al casello autostradale, facendo sì che la percorrenza sia gratuita fino a Stagno nord.
La variante è composta da tre principali tronconi, separati tra loro:
- 105,8 km Grosseto Sud-Cecina Nord,

- 13,3 km Rosignano-Quercianella,
- 12,2 km Antignano-Inizio A12

## Percorso variante Aurelia
| Variante Aurelia "Grosseto - Livorno" | |             |           |
|                                       | Uscita | ↓km↓        | Provincia |
|                                       | Grosseto sud | 177,7       | GR        |
|                                       | Grosseto est | 182,6       | GR        |
|                                       | Grosseto centro - Roselle E78-SS 223 Siena | 185,8       | GR        |
|                                       | Grosseto nord | 188,0       | GR        |
|                                       | Montepescali (solo uscita dir. LI) | 196,9       | GR        |
|                                       | Braccagni Senese Aretina | 198,5       | GR        |
|                                       | Giuncarico | 202,8       | GR        |
|                                       | Gavorrano Scalo | 213,4       | GR        |
|                                       | Gavorrano | 217,3       | GR        |
|                                       | Scarlino | 222,4       | GR        |
|                                       | Follonica est - Massa Marittima Sarzanese Valdera | 225,4       | GR        |
|                                       | Follonica nord | 232,6       | GR/LI     |
|                                       | Vignale-Riotorto Piombino Stazione di Vignale-Riotorto | 236,8       | LI        |
|                                       | Piombino - Venturina Imbarchi per Sardegna e Isola d'Elba (SR 398) Val di Cornia (Monterotondo M. - Piombino) Campiglia Marittima Stazione di Campiglia Marittima | 244,0       | LI        |
|                                       | San Vincenzo sud Campiglia Marittima | 252,9       | LI        |
|                                       | San Vincenzo nord | 256,6       | LI        |
|                                       | Donoratico | 264,0       | LI        |
|                                       | Cecina sud - La California | 275,6       | LI        |
|                                       | Cecina centro | 280,3       | LI        |
|                                       | Cecina nord-Zona industriale | 282,1       | LI        |
|                                       | Inizio tratto autostradale | 283,5 205,9 | LI        |
|                                       | Genova - Rosignano | 283,5       | LI        |
|                                       | Fine tratto autostradale | 287,2 210,0 | LI        |
|                                       | Rosignano Marittimo | 290,9       | LI        |
|                                       | Rosignano Solvay | 293,3       | LI        |
|                                       | Castiglioncello | 296,1       | LI        |
|                                       | Fine variante | 300,5       | LI        |
|                                       | Quercianella | 301,8       | LI        |
|                                       | Livorno Antignano | 307,0       | LI        |
|                                       | Inizio variante | 307,8       | LI        |
|                                       | Livorno Montenero | 311,0       | LI        |
|                                       | Livorno sud - Salviano | 313,5       | LI        |
|                                       | Livorno Porta a terra Centro Commerciale | 315,4       | LI        |
|                                       | Livorno centro | 316,9       | LI        |
|                                       | Collesalvetti | 318,0       | LI        |
|                                       | Stagno sud | 318,7       | LI        |
|                                       | Strada di grande comunicazione Firenze-Pisa-Livorno | 319,5       |           |
|                                       | Inizio tratto autostradale | 320,0 173,6 |           |
|                                       | Stagno Nord | 171,8       | PI        |
|                                       | Genova - Rosignano Casello di Livorno | 171,5       | PI        |